# 캐시디 프리먼
캐시디 프리먼(Cassidy Freeman, 1982년 4월 22일 ~ )은 미국의 배우이다.

## 출연 작품
- 롱마이어 시즌 3
- 롱마이어 시즌 4
- 코르테즈
- 더 퍼지: 포에버 - 캐시 역